# Lenguas pama
Las lenguas pama son una familia lingüística de lenguas aborígenes australianas habladas en la península del Cabo York de Queensland. Propuesta inicialmente por Kenneth Hale,

## Clasificación
Existen varias clasificaciones de las lenguas pama. La expuesta a continuaciones la devida a R. W. Dixon, aunque este autor no acepta que esas ramas estén necesariamente relacionadas unas con otras.
Geográficamente, recorriendo la costa este hacia el sur, son:
- Cabo York septentrional (Pama septentrional y Umpila)
- Umbindhamu (†)
- Lamalámico: Umbuygamu (†), Lama-Lama (prácticamente extinto), ambas lenguas están estrechamente relacionadas.
- Yalgawarra (Flinders Island) (†)
- Yalánjico: Guugu Yimidhirr, Gugu Yalandyi, idioma de Punta Barrow (†)
- Mbariman-Gudhinma (Gugu Warra) (insular) (†)
- Djabugay (†)

Recorriendo la costa oeste, son:
- North Cape York (Pama septentrional y Wik)
- Pama suroccidental
- Kok Narr (†)
- Pama norman: Kurtjar, Kuthant (estrechamente emparentados)
- Gugadj (†)

En el interior, al sur de Wik, son:
- Thaypan (gugu mini) (Pama de Rarmul, estrechamente relacionada): Thaypan (?Rarmul) (casi extinto), Aghu Tharrnggala (†), Ikarranggali–Alungul–Angkula (†), Takalak (†)
- Meridional: Agwamin (†), Mbabaram (†), Mbara (†), Walangama (†)

La expresión gugu mini significa 'buen discurso' y ha sido aplicada a muchas lenguas de la región thaypan. El 'idioma possum' (Koko-Possum, Gugu Yawa) es otro término genérico para esta región.
El idioma del río Marret es una lengua extinta no clasificada que presumiblemente habría sido una lengua pama, aunque distinta de sus vecinos, como presumiblemente fue el idioma de Wik Paach. Las lenguas mayábicas (†) al suroeste fueron anteriormente clasificada como lenguas pamas, pero fueron reclasificadas por Bowern (2011). Alodja puede haber sido otra lengua pama del grupo Thaypan / Rarmul.

## Comparación léxica
Los numerales reconstruidos para diferentes ramas de las lenguas pama son:
| GLOSA | PROTO- PAMA N. | PROTO- WIK | PROTO- LAMA-LAMA | PROTO- PAMA SW. | Norman  | Gudaj | PROTO- THAYPAN | PROTO- PAMA S. | PROTO- PAMA |
| ----- | -------------- | ---------- | ---------------- | --------------- | ------- | ----- | -------------- | -------------- | ----------- |
| '1'   | *pima          | *t̪un-am    | *hanawor         | (t̪ono)          |         |       | *(a)pul        | *ŋgiti         | *           |
| '2'   | *ut̪i-ma        | *kutim     | *swor            | *kut̪iɾ / *ut̪iɾ  | *mpikar |       | *yirmpa        | *bola          | *           |
| '3'   | *cu-ma         | *kuʔulam   | *awar            |                 |         |       | *arulko        | *arcu          | *           |
| '4'   |                |            |                  |                 |         |       | *arbuɲ         | *arama         | *           |
| '5'   |                |            |                  |                 |         |       | *arbuɲ         |                | *           |